# Batrachuperus
Batrachuperus – rodzaj płazów ogoniastych z podrodziny Hynobiinae w rodzinie kątozębnych (Hynobiidae).

## Rozmieszczenie geograficzne
Rodzaj obejmuje gatunki występujące w zachodnich Chinach i sąsiadującej Mjanmie.

## Systematyka
Rodzaj zdefiniował w 1878 roku belgijsko-brytyjski herpetolog George Albert Boulenger w artykule zatytułowanym Opis dwóch nowych rodzajów rodziny salamander, opublikowanym w czasopiśmie „Bulletin de la Société Zoologique de France”. Gatunkiem typowym jest (oznaczenie monotypowe) B. pinchonii.

### Etymologia
- Desmodactylus: gr. δεσμος desmos ‘więź’[7]; δακτυλος daktulos ‘palec’[8]. Gatunek typowy (oznaczenie monotypowe): Desmodactylus pinchonii David, 1872.
- Batrachuperus (Batrachyperus): gr. βατραχος batrakhos ‘żaba’[9] ; υπςρώα ypsroa ‘podniebienie’[10] .
- Tibetuperus: Tybet; końcówka uperus z nazwy rodzaju Batrachuperus Boulenger, 1878[5]. Gatunek typowy (oryginalne oznaczenie): Batrachuperus yenyuanensis Liu, 1950.

### Podział systematyczny
Do rodzaju należą następujące gatunki:
- Batrachuperus daochengensis Xiong, Luo & Zeng, 2020
- Batrachuperus karlschmidti Liu, 1950
- Batrachuperus londongensis Liu & Tian, 1978
- Batrachuperus pinchonii (David, 1872) – góraszka syczuańska[11]
- Batrachuperus taibaiensis Song, Zeng, Wu, Liu & Fu, 2001
- Batrachuperus tibetanus Schmidt, 1925
- Batrachuperus yenyuanensis Liu, 1950